# 哈拉富埃尔
哈拉富埃尔，是西班牙巴伦西亚自治区巴伦西亚省的一个市镇。总面积103平方公里，总人口849人（2001年），人口密度8人/平方公里。